# Néfertari II
Pour l’article homonyme, voir Néfertari.
Pour l’article ayant un titre homophone, voir Néfertary.
Néfertari II, ou Néfertary II (« La plus belle de toutes »), est une princesse et reine d'Égypte de la XIXe dynastie. Elle est la troisième fille de Ramsès II,.

## Généalogie
Troisième fille de Ramsès II, son rang parmi les princesses indique qu'elle est probablement née pendant le règne de son grand-père Séthi Ier.
Certains chercheurs ont fait des princesses Néfertari II, Bentanat, Baketmout et Nebettaouy les enfants de Néfertari sur la base des statues de ces princesses sur la façade du grand temple d'Abou Simbel, mais rien n'indique qu'elles soient les enfants de cette reine car elles ne sont jamais représentées dans la liste des enfants du couple à Abou Simbel, spécialement pour Bentanat qui est bien attestée en tant que fille d'Isis-Néféret. En réalité, aucune de ces princesses n'est attestée sur la façade du petit temple d'Abou Simbel qui est dédiée à la grande épouse royale Néfertari et à ses enfants. Ceci montre donc qu'aucune de ces filles n'était la fille de Néfertari.
Un ostracon du Louvre (N 2261) indique « le fils royal Séthi, qu'a enfanté Néfertary ». Plusieurs hypothèses concernant ces personnages mentionnés ont été faites, dont l'une fait de cette Néfertary la troisième fille de Ramsès II qui aurait épousé son demi-frère aîné Amonherkhépeshef et qui aurait eu un fils nommé Séthi. Toutefois, cette hypothèse a été réfutée car le prince Séthi est cité comme un fils royal et la mère n'est pas citée comme une fille royale ; ainsi, il ne s'agit probablement pas de la princesse Néfertari II. Une hypothèse alternative propose que cette Néfertary serait une épouse secondaire de Ramsès II et le prince serait le neuvième fils de Ramsès II. Dans le cadre de cette hypothèse, il est possible que Néfertari II soit la fille de cette épouse secondaire Néfertary.

## Attestations
La princesse est représentée sur plusieurs des processions de princesses, toujours en troisième position. La princesse est également représentée devant les jambes du deuxième colosse nord devant le grand temple d'Abou Simbel. Elle est figurée sous l'aspect d'une très jeune fille, encore pourvue de la tresse de l'enfance, avec une étoffe dans une main et un sistre dans l'autre.